# رجاء محمد
رجاء محمد (4 أكتوبر 1962 -)، مغنية وممثلة سورية من أم كويتية. وهي من مؤسسي مسرح الطفل في الوطن العربي و تلألأ اسمها في المجال الفني خلال فترة ثمانينات من القرن العشرين، إلى أن ابتعدت عن العمل الفني بعام 1983 بعد أن شاركت الفنان محمد المنصور في «أوبريت سندريلا».

## عن حياتها
ولدت في الكويت لأب سوري وأم كويتية، هي شقيقة الممثلة عواطف محمد وإحدى قريباتها المطربة المعتزلة «العنود»، بدأت عملها الفني وهي في سن السادسة عشر من عمرها من خلال مسرحية «السندباد البحري» الذي قدمت عام 1978 مع الفنان عبد الرحمن العقل واستقلال أحمد، وبعدها استمرت في التمثيل في أدوار صغيرة في بعض الأعمال الفنية توالت أعمالها الغنائية والتمثيلية بعد ذلك. كما قدمت أغاني منفردة من خلال المسلسل التربوي افتح يا سمسم، وكانت تعتبر في تلك الفترة من أبرز الفنانات الشابات بالخليج، وفي عام 1983 قدمت آخر عملين لها كممثلة وهما «خالتي قماشة»، «أوبريت سندريلا» إختفت بعد ذلك عن الساحة الفنية نهائياً باستثناء لقاء سريع مع جريدة الأنباء الكويتية عام 1989.

## زواجها وأعتزالها
تزوجت من «زهير العنجري»، بعد فترة من زواجها أعلنت أعتزال المجال الفني والتفرغ لحياتها الأسرية، فور انتهائها من عمل «أوبريت سندريلا» بعام 1983. وكما أنها تفرغت لتربية أبناءها وارتدت الحجاب.

## أعمالها التمثيلية

### من المسلسلات
| سنة الإنتاج | المسلسل                                      | بمشاركة |
| ----------- | -------------------------------------------- | --- |
| 1979        | فهد العسكر الرحلة والرحيل - ثلاثية تلفزيونية | عبد الرحمن الضويحي، إبراهيم الصلال، مريم الصالح، علي البريكي                                               |
| 1979        | الجفاف يقتل الندى                            | |
| 1980        | حياتنا                                       | |
| 1982        | غداً أمي قالت لي - سهرة تلفزيونية             | حياة الفهد، محمد المنصور، حسين المنصور                                                                     |
| 1982        | أحلام صغيرة                                  | حياة الفهد، سعاد عبد الله، خالد العبيد، إبراهيم الصلال، طيبة الفرج، إبراهيم الحربي، عبد الرحمن العقل       |
| 1983        | خالتي قماشة                                  | حياة الفهد، سعاد عبد الله، علي المفيدي، خالد النفيسي، غانم الصالح، مريم الغضبان، مريم الصالح، خليل إسماعيل |

### في المسرح
| سنة الإنتاج | المسرحية        | بمشاركة                                                  |
| ----------- | --------------- | -------------------------------------------------------- |
| 1978        | السندباد البحري | عبد الرحمن العقل، خالد العبيد، محمد السريع، استقلال أحمد |
| 1979        | البساط السحري   | منصور المنصور، عبد الرحمن العقل، عبد الإمام عبد الله     |
| 1982        | الزرزور         | محمد جابر، عبد الرحمن العقل                              |
| 1983        | طرزان           | محمد جابر، عبد الرحمن العقل                              |

### البرامج
- البرنامج التوعوي سلامتك.

## الغناء
صقلت موهبتها الغنائية أثناء دراستها في «المعهد العالي للفنون الموسيقية»، واشتهرت بأغانيها الموجهة للطفل وغنت في الجزء الأول من برنامج التوعوي سلامتك ما يزيد عن 50 أغنية ولها أغاني عديدة أغلبها للأطفال

### الأغاني الذي قامت بغنائها
| الأغنية            |
| ------------------ |
| شويخ بأرض مكناس    |
| يا أبونا وأمنا     |
| أعيش في مدينة      |
| أمي ياورد المحبة   |
| كلنا نحبها الكويت  |
| باء ألف باء ألف    |
| الليالي            |
| صغيرة جنت          |
| بعيدا              |
| الدنيا عجائب       |
| غلطانين            |
| انتم مثل أخواني    |
| في بداية خطوة وحدة |
| ما أصدق            |
| توة وعا توة صحا    |
| نحكيلكم قصة        |
| المحبة             |
| هذي اسمها شوكة     |
| طبعا أزعل          |
| الفلوس             |
| يالله تعلم         |
| طاح الظالم طاح     |
| يا نبع الحنان      |
| عندة ولد           |
| غلطانين            |
| العصفورة           |
| الجنين             |
| لاتتردد لا تخوف    |
| اللي يحب أهله      |
| رياضة المشي        |

### الأوبريتات
- 1979: قناديل الأمل.
- 1983: سندريلا.

## الجوائز
- 2012:  الكويت - تكريم من «عواطف البدر» في مسرح الكويت الشبابي.[3]